# Di Yi
Di Yi (帝乙) de son nom personnel Zi Xian (子羡). Il fut le vingt-huitième roi de la dynastie Shang.

## Règne

### Campagnes militaires
Il fut intronisé à Yin (殷) en -1191. Dans la troisième année de son règne, Nanzhong (南仲) combattit les Barbares Kun (昆夷) , et construisit la cité de Sufang (朔方) après avoir remporté la bataille. Il a aussi combattu le Renfang, capturant leur roi et le soumettant au sacrifice humain. Il régna de -1191 à -1154.